# São Lucas desenhando a Virgem
São Lucas desenhando a Virgem é uma pintura óleo e têmpera, datada do período entre 1435 e 1440, do pintor flamengo Rogier van der Weyden. Encontra-se na Museu de Belas Artes de Boston. A pintura mostra São Lucas, santo patrono dos artistas, a desenhar a Virgem Maria a alimentar o Menino Jesus. As figuras estão posicionadas num interior burguês, com vista para um pátio, um rio, uma pequena cidade e um cenário natural. O jardim interior, o entalhe ilusório de Adão e Eva nos braços do trono de Maria, e os atributos de São Lucas, são alguns dos símbolos iconográficos da pintura.
Van der Weyden foi fortemente influenciado por Jan van Eyck, e esta pintura é muito semelhante ao anterior A Virgem do Chanceler Rolin, datado de c. 1434, mas com diferenças significativas. O posicionamento das figuras e sua cor estão invertidos, e Lucas está situado ao centro; pensa-se que a sua face é um auto-retrato de Van der Weyden. Três versões contemporâneas encontram-se no Museu Hermitage de São Petersburgo, na Antiga Pinacoteca de Munique, e no  Museu Groeninge de Bruges. O painel de Boston é considerado o original devido à presença dos esboços por baixo da pintura final, ausente em outras versões. O seu estado actual é precário, tendo sofrido danos consideráveis, os quais se mantêm apesar de já ter passado por vários restauros e limpezas.
O significado histórico da pintura deve-se à perícia do desenho e da sua mistura com os reinos terrestre e divino. Ao posicionar-se a ele próprio no mesmo espaço que a Virgem, e ao mostrar um pintor em pleno acto de pintar uma pessoa, Van der Weyden destaca o papel da criatividade artística na sociedade do século XV. O painel influenciou várias cópias pelo Mestre da Lenda de Santa Úrsula e Hugo van der Goes.